# Tubificoides paracrinitus
Tubificoides paracrinitus is een ringworm uit de familie van de Naididae. De wetenschappelijke naam van de soort is voor het eerst geldig gepubliceerd in 1989 door Erséus & Milligan.